# Für zwei Groschen Musik
A Für zwei Groschen Musik (magyarul: Kétfilléres zene) dal, amely Németországot képviselte az 1958-as Eurovíziós Dalfesztiválon. A dalt Margot Hielscher adta elő német nyelven.
A dal a német nemzeti válogatón nyerte el az indulás jogát.
A dalban az énekesnő a zene öröméről énekel, amit egy zenegép csak két fillérért szolgáltat. 
A március 12-én rendezett döntőben a fellépési sorrendben nyolcadikként adták elő, a belga Fud Leclerc Ma petite chatte című dala után és a osztrák Liane Augustin Die ganze Welt braucht Liebe című dala előtt. A szavazás során öt pontot szerzett, amivel a hetedik helyezést érte el a tízfős mezőnyben.

## Kapott pontok
| Kapott pontok                                                                          |  |  | 2 |  | 1 |  | 1 |  | 1 |  |
| A tábla a fellépés sorrendjében van rendezve. A szavazás fordított sorrendben történt. |  |  |   |  |   |  |   |  |   |  |

## Külső hivatkozások
- Dalszöveg